# Bram Weijters
Bram Weijters (1980, Sint-Niklaas) is een Belgische jazzmuzikant. Hij speelt piano en keyboards (Fender Rhodes), met zijn eigen projecten, maar ook met Dez Mona.

## Biografie
Weijters volgde vanaf zijn achtste muziekles aan de Stedelijke Muziekacademie van Sint-Niklaas, waar hij piano en slagwerk leerde. Als tiener speelde hij drums in enkele plaatselijke rockgroepen. Na zijn middelbare school studeerde hij jazzpiano aan het Koninklijk Conservatorium te Antwerpen. Daarna studeerde hij jazzcompositie en -arrangement aan het Koninklijk Conservatorium van Brussel. Hij kreeg pianoles van Erik Vermeulen en Diederik Wissels. Compositie volgde hij bij Kris Defoort, Erwin Vann, Pierre van Dormael en Bert Joris. Hij kreeg ook les van Stéphane Galland en volgde masterclasses bij Anthony Braxton, Gary Peacock, Mark Turner, Dave Liebman, Toots Thielemans en Maria Schneider. In Perugia woonde hij een jazzstage bij met docenten van Berklee College of Music, waarvoor hij een beurs kreeg.
Na zijn afstuderen speelde hij in verschillende jazzformaties zoals Deep en Muze 5. Hij werkte ook samen met hiphop-artiesten zoals Jerboa, LeFtO en Krewcial. Met de rockgroep Giants of the Air deed hij in 2004 mee aan Humo’s Rock Rally. Hij begeleidde ook de acteur Johny Voners voor zijn Aznavoners-project, waarmee hij covers bracht van Charles Aznavour. Hij is lid van het Eef Van Acker Quartet, Hamster Axis of the One-Click Panther en vormde ook een kwartet met Todd Clouser, Sébastien Boisseau en Teun Verbruggen, drummer bij Flat Earth Society en Jef Neve Trio. In 2006 nam hij deel aan het project Fables of Fungus, een eerbetoon aan het oeuvre van Charles Mingus. Contrabassist Fre Madou (van DAAU) verzamelde Weijters, drummer Bert Huysentruyt, saxofonisten Vincent Brijs (Brzzvll) en Andrew Claes (Brzzvll en STUFF.), Sara Meyer (El Tattoo Del Tigre), Bart Borremans (Piet Verbist Quartet) en trombonist Dree Peremans rond zich. Onder Mingus' motto "Making the simple complicated is commonplace; making the complicated simple, awesomely simple, that's creativity." stonden ze onder meer in deSingel in Antwerpen, jazzcafé Hopper in Antwerpen, de Handelsbeurs in Gent en De Singer in Rijkevorsel.
Sinds het album Moments Of Dejection Or Despondency, uit 2007, is Weijters lid van Dez Mona. Op dit tweede album breidde die groep zijn instrumentarium uit met piano, drums en accordeon.
Tussen 2010 en 2018 bracht hij vier albums uit met het Chad McCullough & Bram Weijters Quartet. In 2020 bracht hij een interpretatie van hun album Pendulum (2018) live in deSingel, met saxofonist Carlo Nardozza.
Met bassist Piet Verbist speelt hij zowel in het Bram Weijters Quartet als het Piet Verbist Quartet. Hij werkte ook nog met Mazzle, Jelle Van Giel Group, Zygomatik, Mauro Pawlowski, Stijn Meuris en Raymond van het Groenewoud.
In 2017 richtte hij Bram Weijters' Crazy Men op, een project waarmee hij "een avontuurlijke duik neemt in de vaderlandse jazzrock en fusion". Die naam haalden ze bij het album Here Comes The Crazy Man uit 1974, van Koen De Bruyne, jazzpianist en broer van Kris De Bruyne. De experimentele jazzrock op deze plaat bevatte volgens Weijters "de synthese van een ontzettend rijk muzikaal tijdperk en de crossover-energie van de jaren ‘70". Tijdens concerten verkenden ze eerst de tijdsgeest van dat tijdperk, met composities van Herbie Hancock, Marc Moulin’s jazzgroep Placebo en Michel Herr. Tijdens het tweede deel van hun concerten brachten ze het integrale Here Comes the Crazy Man. Voor dit project werkte Weijters samen met trompettist Sam Vloemans, saxofonisten Andrew Claes en Vincent Brijs, bassist Dries Laheye (STUFF. en Brzzvll) en drummer Steven Cassiers (Dans Dans). In 2018 openden Bram Weijters' Crazy Men het Jazz Middelheim festival. In 2019 verscheen hun album Here They Come. In 2021 riep hij die groep muzikanten terug bijeen, met Gerben Brys als vervanger voor Laheye, voor het "The Return" project. Ze brengen deze keer opnieuw werk van Herr en Moulin, maar ook van jazzgitarist Bill Frisell.

## Discografie
- Chad McCullough & Bram Weijters Quartet: Imaginary Sketches (W.E.R.F. - 2010)
- Chad McCullough & Bram Weijters Quartet: Urban Nightingale (Origin Records - 2012)[23]
- Chad McCullough & Bram Weijters Quartet: Abstract Quantities (Origin Records - 2015)
- Chad McCullough / Bram Weijters: Pendulum (Shifting Paradigm Records - 2018)
- Bram Weijters 'Crazy Men: Here They Come (Sdban Ultra - 2019)[24]